# Antibiograma

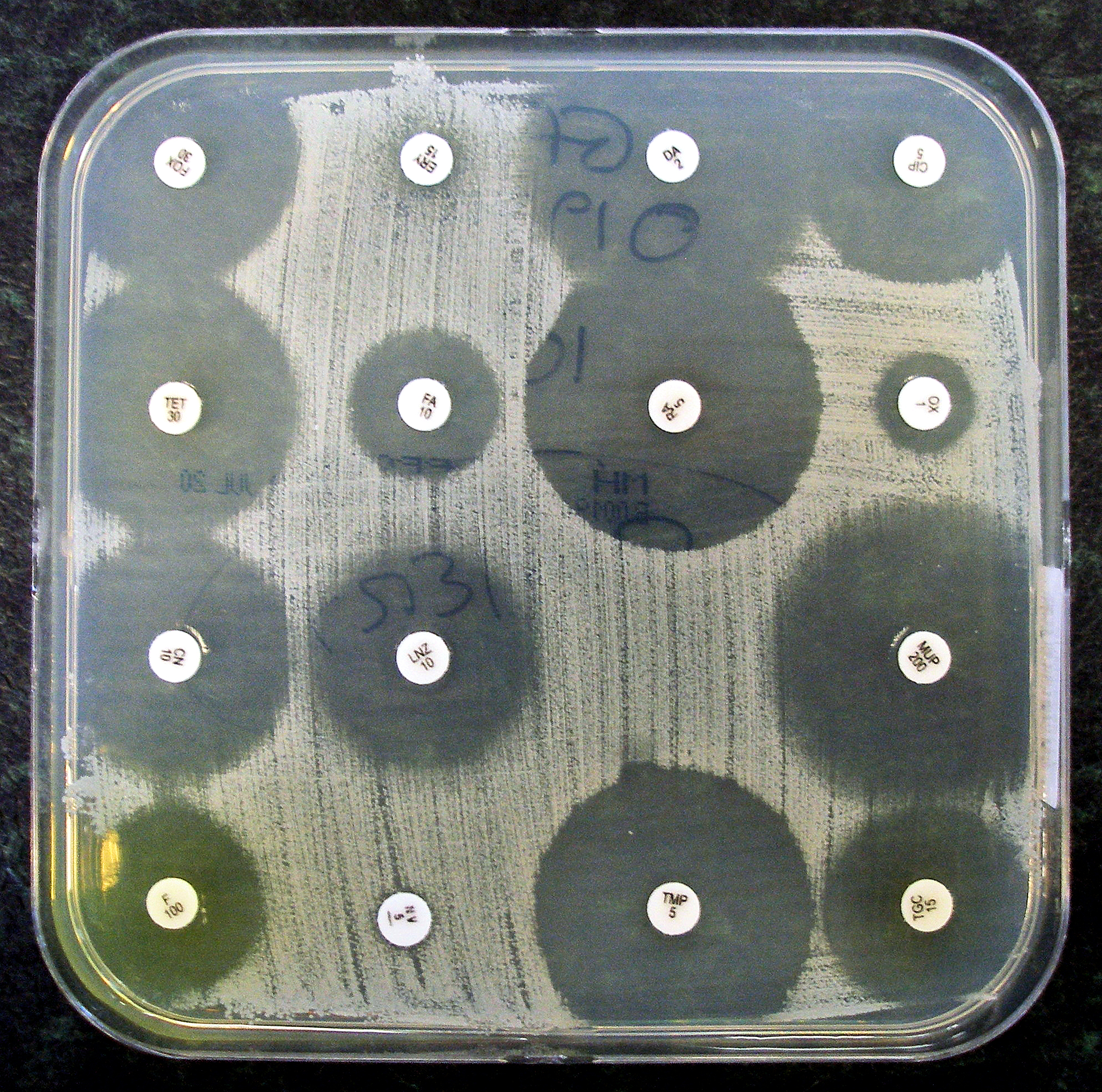
Exemplo de teste de sensibilidade a antibióticos. Discos finos de papel contendo um antibiótico foram colocados em uma placa de ágar em crescimento de bactérias. As bactérias não conseguem crescer em torno dos antibióticos aos quais são sensíveis. Isso é chamado de “zona de inibição”.

Um antibiograma é o resultado de um exame laboratorial para identificar a sensibilidade de uma linhagem de bactéria isolada para diferentes antibióticos. É, por definição, um teste de sensibilidade in vitro, ou seja, realizado fora de um organismo vivo, por exemplo, em um tubo de ensaio ou em um laboratório, objetivando indicar o medicamento mais aconselhado para agir sobre a infecção do paciente.
Na prática clínica, antibióticos são frequentemente prescritos com base em guias gerais do conhecimento a respeito da sensibilidade. Por exemplo: As infecções urinárias sem complicações geralmente podem ser tratadas com quinolonas de primeira geração, etc. Isso ocorre porque a Escherichia coli é o provável patógeno, e é sabidamente sensível ao tratamento com quinolonas.

## Usos
Na medicina clínica, os antibióticos são mais frequentemente prescritos com base nos sintomas de uma pessoa e nas diretrizes médicas. Este método de seleção de antibióticos é chamado de terapia empírica e é baseado no conhecimento sobre quais bactérias causam uma infecção e a quais antibióticos as bactérias podem ser sensíveis ou resistentes. Por exemplo, uma simples infecção do trato urinário pode ser tratada com sulfametoxazol + trimetoprima. Isso ocorre porque a Escherichia coli é a bactéria causadora mais provável e pode ser sensível a essa combinação de antibióticos. No entanto, as bactérias podem ser resistentes a várias classes de antibióticos. Essa resistência pode ser porque um tipo de bactéria tem resistência intrínseca a alguns antibióticos, devido à resistência após exposição prévia a antibióticos, ou porque a resistência pode ser transmitida de outras fontes, como plasmídeos. O teste de sensibilidade a antibióticos fornece informações sobre quais antibióticos são mais propensos a serem bem-sucedidos e, portanto, devem ser usados para tratar a infecção.
O teste de sensibilidade a antibióticos também é realizado em nível populacional em alguns países como forma de rastreio. Isso é feito para avaliar as taxas de resistência de fundo aos antibióticos (por exemplo, com Staphylococcus aureus resistente à meticilina) e pode influenciar diretrizes e medidas de saúde pública.

## Exemplos
Contudo, muitas bactérias acabam desenvolvendo resistência a várias classes de antibióticos, tornando o tratamento mais difícil. Isso se aplica a situação da bactéria Staphylococcus aureus. Como suas cepas desenvolveram resistência aos efeitos dos antibióticos, a partir do momento em que os portadores tomam antibióticos, as cepas não resistentes morrem e as mais resistentes sobrevivem. Estas bactérias, então, podem multiplicar-se e, causar uma infecção mais grave.
Outro caso parecido, está relacionado ao tratamento dos pacientes internados ou não, em unidades de terapia intensiva (UTI), onde o uso prolongado de antibiótico ou fatores como erro diagnóstico, negligência e a deficiência qualitativa e quantitativa de profissionais de saúde podem afetar diretamente a resistência microbiana e aumentar os índices de morbimortalidade. Se esses pacientes desenvolverem infecções localizadas, em consequência de procedimentos cirúrgicos ou até mesmo uma pneumonia, devido ao ambiente nosocomial (após ou durante uma internação) bactérias como Pseudomonas aeruginosa estão potencialmente envolvidas, o que, se for devidamente comprovado, representa um risco á vida, principalmente aos pacientes mais debilitados.

## Formas de se obter um antibiograma
Logo, o tratamento é comumente iniciado, com base em informações estatísticas a respeito de pacientes anteriores e direcionados a um grupo numeroso de microrganismos potencialmente envolvidos denominado Antibioticoterapia Empírica, utilizada conforme a cultura e o antibiograma.
Antes de dar início a esse tratamento, o médico ou veterinário irá coletar uma amostra de um compartimento suspeito de contaminação para identificar o agente infeccioso: uma amostra de sangue pode ser coletada  se houver suspeita de invasão bacteriana na circulação sanguínea, uma amostra de urina geralmente coletada em casos de suspeita de infecção urinária. Essas amostras são transferidas para o laboratório de microbiologia, que analisa a amostra através do microscópio, e tenta cultivar a bactéria. Isso pode auxiliar no diagnóstico.
Uma vez que a cultura tenha se estabelecido, há duas formas de se obter um antibiograma:
- Um método semi-quantitativo baseado em difusão (Método de Kirby-Bauer): pequenos discos contendo diferentes antibióticos, ou discos de papel impregnados, são colocados em diferentes zonas em uma placa contendo meio de cultura, que é um meio rico em nutrientes no qual as bactérias podem se multiplicar. O antibiótico se difunde na área ao redor de cada disco, e um halo de lise bacteriana se torna visível. Como a concentração de antibiótico é maior no centro, e menor nos limites do halo, o diâmetro é sugestivo para a Concentração Inibitória Mínima. A conversão do diâmetro em milímetros para a concentração inibitória mínima em µg/ml é baseada em curvas lineares de regressão já conhecidas.

- Um método quantitativo baseado em diluição: uma série de recipientes com diluições de antibiótico progressivamente menores são inoculadas com o microrganismo analisado. O recipiente em que a bactéria não conseguiu se multiplicar contém a Concentração Inibitória Mínima.

E-test: O teste E-test é uma técnica de gradiente de difusão na qual um comprimido de plástico revestido com uma tira contínua de antibiótico é colocada em uma placa de Petri contendo uma cultura bacteriana.
Conforme a placa é incubada, o antibiótico se difunde radialmente para o meio de cultura, formando uma curva de gradiente de concentração. O ponto onde a borda da zona de inibição intercepta a tira indica a concentração mínima inibitória (CMI) do antibiótico para a bactéria em questão. Isso permite uma determinação precisa da sensibilidade do microrganismo a uma variedade de antibióticos.
Quando a concentração inibitória mínima é calculada, ela pode ser comparada com os valores conhecidos para a relação entre a bactéria e o antibiótico. Essa informação pode ser util para o clínico, que pode modificar o tratamento empírico para um tratamento mais específico, direcionado apenas para a bactéria envolvida na infecção.